# U-419
U-419 — средняя немецкая подводная лодка типа VIIC времён Второй мировой войны. Совершила один патруль в составе одной волчьей стаи. Не повредила ни одного корабля противника. Потоплена в октябре 1943 года британским самолётом.

## История

### История строительства
Была заложена 7 ноября 1941 года на верфи Данцигер верфт в Данциге под строительным номером 120. Спущена на воду 22 августа 1942 года и 18 ноября вступила в строй под командованием оберлейтенанта Детриха Герсберга.
Числилась в восьмой флотилии подводных лодок до 1 августа 1943 года, затем перешла в состав одиннадцатой флотилии.

### История службы
Единственному патрулю U-419 предшествовало плавание из Киля в Берген. Из последнего она отправилась в патруль в составе волчьей стаи Rossbach 13 сентября 1943 года и направилась в Атлантику через Фареро-Исландский рубеж. 8 октября была потоплена глубинными бомбами, сброшенными с британского самолёта B-24 Liberator. Из 49 человек, находившихся на борту выжил только один.